# Raymond Ranjeva
Raymond Ranjeva (né le 31 août 1942 à Tananarive), est un juriste malgache, qui a notamment exercé les fonctions de magistrat (1991-2009) et de vice-président (2003-2006) au sein de la Cour internationale de justice.

## Un cursus universitaire brillant
Licencié en droit (1965) à l'université de Madagascar et diplômé de l'École nationale d'administration de Madagascar, cet étudiant malgache poursuit sa formation en droit et en sciences politiques en France, à la faculté de droit de Paris, où il obtient un doctorat en droit public, et enfin l'agrégation des Facultés de droit (1972) à l'université Paris II-Panthéon-Assas.

## Juriste international
Spécialiste sur les questions de droit international public (sujet de sa thèse de doctorat), il est conférencier à l'Académie de droit international de La Haye en 1987 et 1997, et enseigne en tant que professeur de droit public à l'université de Madagascar de 1981 à 1988 ; il devient ensuite le premier recteur de l'université de Tananarive, issue de la scission de la précédente (1988-1990). Il est professeur invité dans plusieurs autres universités francophones, et docteur honoris causa des universités de Strasbourg et Limoges.
Il devient membre de la Cour internationale de justice en 1991. Réélu en l'an 2000 à ce poste, il demeure juge international jusqu'en février 2009. Il est membre du Curatorium de l'Académie de droit international de La Haye.
Pour Raymond Ranjeva, une cogestion franco-malgache des îles Éparses est « un non-sujet », l’assemblée générale de l’ONU ayant reconnu la souveraineté de Madagascar sur ces territoires, depuis 1979.

## Un notable intellectuel
Membre de l'Académie malgache, il accepte en 2017 de succéder à l'économiste Rajaona Andriamananjara comme président de l'institution.
En plus de ses distinctions françaises, il détient la Grande Croix de l'Ordre national malgache. Il a également été décoré Officier de l'Ordre national du Mali, Chevalier du Mérite de Madagascar et Officier des Palmes académiques.